# Thomas Simaku
Thomas Simaku (Kavajë, 18 aprile 1958) è un compositore albanese con cittadinanza britannica.
I primi studi di composizione di Simaku si svolsero al Conservatorio di Tirana negli anni 1978-82 sotto la guida di Tonin Harapi. In seguito, si trasferì in Gran Bretagna per studiare per un dottorato di ricerca in composizione con David Blake presso l'Università di York, che conseguì nel 1996.

## Premi e riconoscimenti
Tra i notevoli premi e riconoscimenti di cui è stato insignito Simaku si ricordano:
- L'assai ambita borsa di studio Lionel Robbins Memorial Scholarship nel 1993: quell'anno Simaku fu l'unico candidato del Regno Unito a vincere.
- La Leonard Bernstein Fellowship in Composizione presso il Tanglewood Music Centre negli Stati Uniti con Bernard Rands nel 1996.
- Fellowship presso il Composers' Workshop alla California State University nel 1998 con Brian Ferneyhough.
- Una Fellowship assai prestigiosa dell'Arts & Humanities Research Council a Londra nel 2000.

La musica di Simaku è stata suonata in tutto il Regno Unito e l'Europa, nonché in Nord America, Australia e nell'Estremo Oriente. Nel 1995 il suo lavoro "Epitaph" per orchestra d'archi fu selezionato dalla giuria internazionale per gli ISCM World Music Days in Germania - la prima musica albanese in assoluto ad essere inclusa in questo prestigioso festival. Successivamente i lavori di Simaku sono stati selezionati dalla giuria internazionale dei World Music Days del 1999, 2000, 2001, 2003, 2004, 2005.
Altri festival internazionali in cui è stata suonata la sua musica comprendono 
Biennale di Zagabria, Tanglewood, Avignone, Miami, Cagliari, KlangSpectrum (Austria), Viitasaari (Finlandia), Innsbruck (Austria), Odense (Danimarca), Manchester, York, Birmingham, Automne de Tirana tra gli altri.
Trasmissioni della sua musica comprendono quelli di Radio-France, BBC-World Service, Australian Broadcasting Corporation (ABC), stazioni radio austriache, polacche, croate, danesi, svedesi, rumene, svizzere e islandesi.
Performance dei suoi lavori comprendono, tra gli altri, quelle del Quartetto Arditti, English Northern Philharmonia, Orchestra della Radio-Televisione slovena, Orchestra da camera dell'Unione Europea, Amsterdam New Music Ensemble, the New London Orchestra, Goldberg Ensemble, Tokyo Phonosphere Musicale, London's Kreutzer Quartet, Orchestra da camera della radio polacca, Rubinstein Quartet, Copenaghen Sinfonietta, Luxembourg Sinfonietta, Orchestra da camera della radio rumena, Capricorn Ensemble, Norwegian Medieval Trio, Tyrolean Ensemble of New Music (TICOM), The Duke String Quartet, Tirana Asmus Ensemble.
I suoi lavori solisti sono stati suonati da solisti acclamati a livello internazionale quali Peter Sheppard Skaerved, Ian Pace, Vania Lecuit e Laura Willcox.
In Gran Bretagna la musica di Simaku è pubblicata dalla University of York Music Press ed Emerson Edition. Nel 2000 ottenne la cittadinanza britannica e ora vive a York con sua moglie e due figlie. Vincitore del premio internazionale Serocki nel 2004, Simaku è attualmente un Leverhulme Fellow in Composizione presso l'Università di York.